# Ovid Densușianu

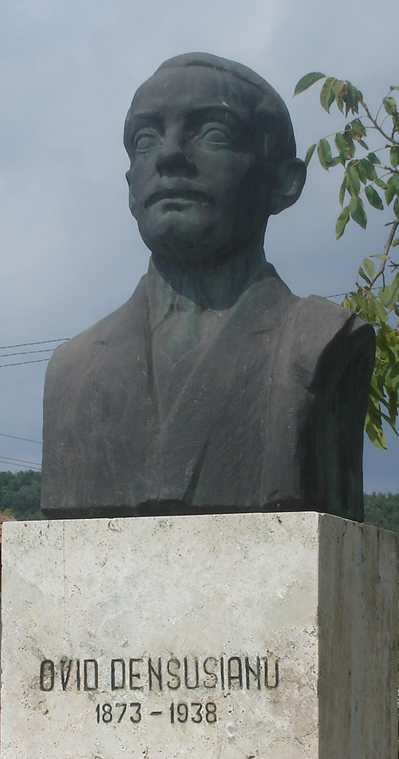
Ovid Densușianu.

Ovid Aron Densușianu, född 29 december 1873 i Făgăraș i Österrike-Ungern, död 9 juni 1938 i Bukarest i Rumänien, var en rumänsk filolog. Han var brorson till Nicolae Densușianu.
Densușianu, som var son till litteraturhistorikern Aron Densușianu, var professor vid Bukarests universitet. Han uppmärksammades bland annat för sin rumänska språkhistoria, Histoire de la langue roumaine (I, 1901; II, 1938).